# 哈利特 (怀俄明州)
哈利特（英語：Hulett），是美国怀俄明州克鲁克县（Crook）下属的一座城市。该市的人口在2000年为408人，2010年有383，2011年则估计有384人。